# Borough of Charnwood
Borough of Charnwood är ett distrikt (motsvarande kommun) i grevskapet Leicestershire i England, Storbritannien. Distriktet har 184 748 invånare (2022). Större orter är Birstall, Loughborough, Mountsorrel, Shepshed och Syston. Distriktet är indelat i 36 civil parishes förutom staden Loughborough som inte har någon civil parish.